# NGC 2228
NGC 2228 (również PGC 18862) – galaktyka soczewkowata (SB0), znajdująca się w gwiazdozbiorze Złotej Ryby. Odkrył ją 31 stycznia 1835 roku John Herschel.